# Boncodfölde
Boncodfölde község Zala vármegye Zalaegerszegi járásában, a Göcsejben. Önkormányzata Teskándon működik.

## Fekvése
A vármegye északnyugati részén fekszik, a Zalai-dombság területén, az itt nyugat-keleti irányban húzódó Zala jobb (déli) parti oldalán.
A közvetlenül határos települések: észak felől Bagod, kelet felől Andráshida (Zalaegerszeg része), délkelet felől Teskánd, dél felől Hottó, délnyugat felől Böde, nyugat felől Kávás, északnyugat felől pedig Zalaszentgyörgy.

### Megközelítése
Legfontosabb közúti megközelítési útvonala a Balaton térségétől Zalaegerszegen át Nádasdig húzódó 76-os főút, mely alig egy kilométerre északra halad el a településtől, a Zala túlpartján, Bagod központján végighúzódva. Központja a 76-os felől egy önkormányzati úton érhető el, saját főutcája pedig a főúttal párhuzamos, Teskánd–Kávás-Zalaszentgyörgy között húzódó 7409-es út. A főútból a nyugati határszéle közelében ágazik ki a Zalalövő-Őriszentpéter felé vezető 7411-es út.
A megyeszékhelyről könnyen elérhető sűrűn közlekedő elővárosi autóbuszokkal.
A település szomszédságában működik a Boba–Zalaegerszeg–Zalalövő–Őrihodos vasútvonal bagodi vasútmegállóhelye. Elsősorban elővárosi járatok érkeznek ide a megyeszékhelyről, amelyek innen Zalalövő és Őrihodos felé haladnak tovább. A vasútállomás csak földúton volt elérhető 2010 augusztusig, de a falu közössége saját erőből aszfaltos utat épített a Zala-folyón átívelő hídhoz, így a vasúti megállóhely megközelítése korszerű és biztonságos csomóponttá avatta Boncodföldét.

## Története
Ősi plébániájának 1333-ból ismerjük Jakab nevű papját. 1498-ban is plébánia.  1550-ben és 1554-ben Gergely a plébános, a községben már vannak evangélikus nemesek. 1576-ban még áll a plébánia, de később a törökök feldúlták, a temploma is romossá vált. 1717-ben mindössze hat család él a faluban. 1753-ban Padányi Biró Márton veszprémi püspök megszervezi a plébániát, két év múlva helyreállítják a templomot, de 1778-ban még nincs tornya. A szőlőhegyen már akkor állt a Szent Margit tiszteletére épült kápolna. A hívek lélekszáma ekkor 166. Az 1830. évi vizitációkor áll már a fazsindelyes torony. Új plébániaházat építettek 1869-ben, ez három év múlva leégett. Csak 1907-ben építették fel a mai épületet. A templomban 1965-ben új festmények készültek, szentélyében kialakították a liturgikus teret. A possessio régtől fogva lakott, keletkezésének pontos idejét nem lehet tudni. Egy 1531-ből  származó irat Bonczodffeldeu(olv. Boncsodfeldő néven említi, mint a Kawas-i plébánoshoz tartozó területet. A források szerint a Kawas-i család birtokolta. 1773-ban a Malik, a Deák, a hottói és boncsodföldi Nagy, a Lukács család birtokolta a területet. 111 házban 260 lakos van. 1753-ban a nagy Padányi Bíró Márton püspök előbb megszervezi a plébániát, két év múlva pedig a templomot. Tornya azonban még az 1778-as canonica visitatio idején sincs renoválva. 1795-ös feljegyzés szerint: Boncodfölde magyar falu birtokosai különféle nemesek, lakosai katolikusok, határa közép termékenységű. Borai középszerűek. Földje néhol sovány.
A 20. században még számontartottak néhány külterületi helyet: Csurgaszi csárda, Martonfa-puszta, Nagyhegy, Újhegy. 1935-ben 64 lakásban 351 lakosa volt, 1024 kataszteri hold tartozott a településhez. A második világháborúban 6 lakosát veszítette a kis falu. Az 1945-ös földosztáskor kissé átrendeződött a földbirtokszerkezet. A háborút követően Zalaegerszeg vonzása miatt nagymértékű elvándorlás sújtotta a települést. Napjainkban ez a tendencia megfordult, köszönhetően az új házhelyeknek, amelyek nagyrészt beépültek.

## Közélete

### Polgármesterei
- 1990–1994: Zsiga Gáspár (független)[4]
- 1994–1998: Zsuppán Ernő (független)[5]
- 1998–2002: Zsuppán Ernő (független)[6]
- 2002–2006: Zsuppán Ernő (független)[7]
- 2006–2010: Zsuppán Ernő (független)[8]
- 2010–2014: Zsuppán Ernő (független)[9]
- 2014–2019: Fehér Károly (független)[10]
- 2019–2024: Fehér Károly (független)[11]
- 2024–2025: Hegyi Ferenc (független)[1]

A településen 2025. május 18-án időközi polgármester-választást kell tartani, a 2024-ben (minimális szavazatkülönbséggel) megválasztott új településvezető néhány hónapnyi hivatalviselés után bejelentett lemondása miatt.

## Nevezetességei
- Római katolikus Szent Anna templom (román, barokk)
- Újhegyi kápolna
- Nagy-hegyi kápolna
- kb. 500 éves szelídgesztenyefa

A római katolikus Szent Anna-templom története:
A Szent Anna-templom a település beépített területén a dombtetőn álló keletelt, egyhajós, félköríves szentélyzáródású nyugati homlokzati tornyos templom, a szentély felől kontyolt nyeregtetővel, a hajó északi oldalához csatlakozó sekrestyével a szentélyen és a hajó keleti oldalán 13. századi falsávos tagolással és részben kibontott nyílásokkal. Hajója fiókos dongaboltozatos, szentélye negyedgömb boltozatú, a hajó bejárati oldalán karzat található, a sekrestyében stukkódíszes dongaboltozat. Falképeit Klonfár János pap és festő készítette 1965-ben, berendezése jellemzően 20. századi, de a keresztelőkút a 18. század második feléből, a padok a 19. századból származnak.

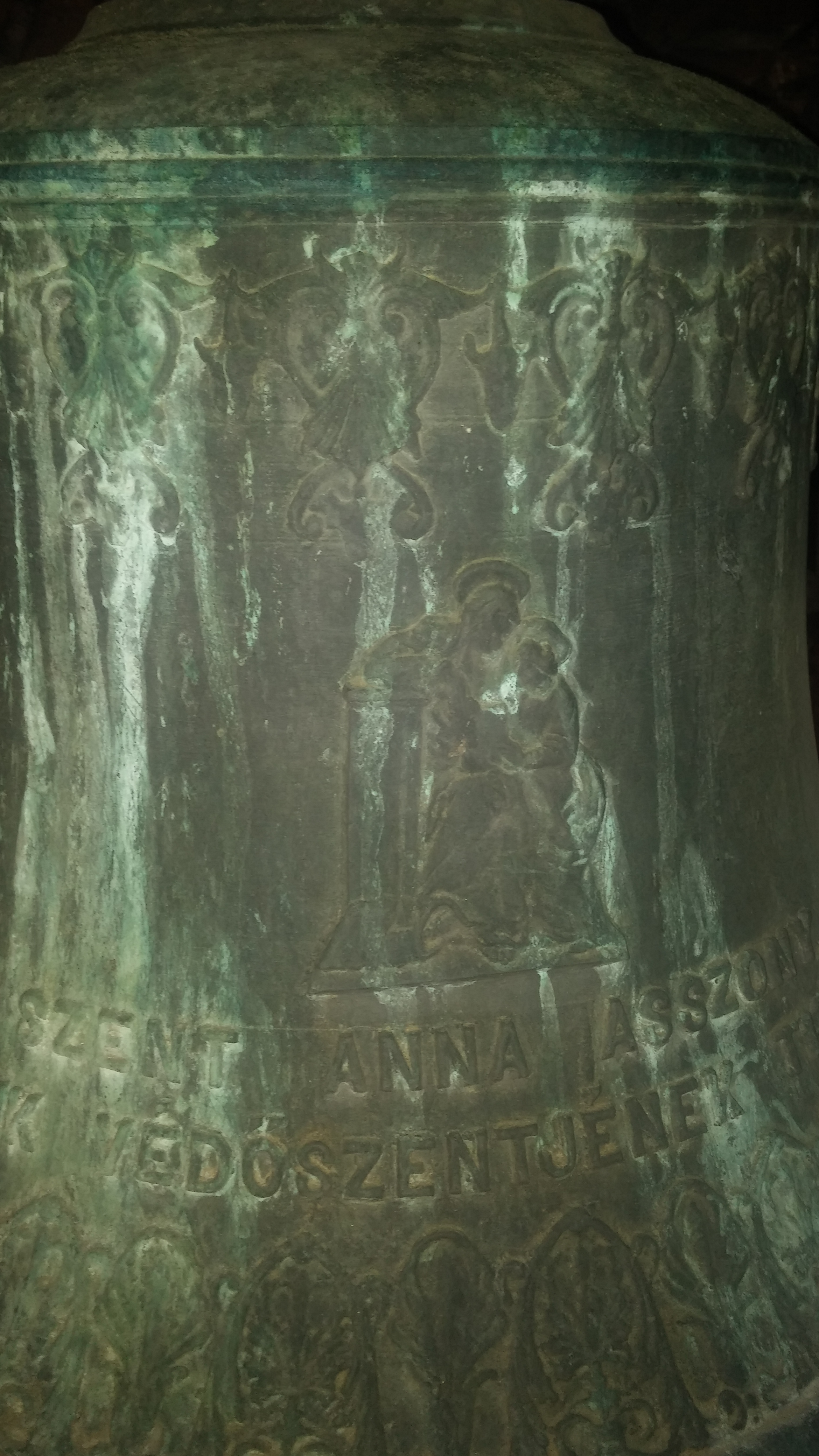
A Szent Anna-templom harangja

1332-ben Bunchudfeulde írásmóddal emlegetik az első írásos emlékek, ősi plébániájának 1333-ból ismerjük Jakab nevű papját. A templom 1338-ban már biztosan megvolt, Szent Kozma és Damján tiszteletére szentelték fel, 1498-ban is plébánia volt. 1550-ben és 1554-ben egy Gergely nevű plébános szolgált itt, ekkor a községben már voltak evangélikus nemesek is. A templom eredetileg romanikus stílusban épült, de a törökök 1576 után elfoglalták, 1690-ben biztosan romosan állt, 1753-ban alapították újra. 1755-ben Padányi Biró Márton veszprémi püspök építtette újjá és újra szentelésekor Szent Anna lett a védőszentje. 1775 és 1777 között Filipp Wolf Luchserer zalaegerszegi építőmester bővítette, ekkor tornya még nem volt. Tornyát 1830-ban említik először a források ekkor még fazsindelyes, ma homlokzati tornya hegyes-sisakos, oromzata volutás, szentélyének falában két romanikus ablak, belsejében ülőfülke található. 1978-ban helyreállították: kicserélték a bejárati kaput, külsőleg vakolták, a toronyban ablakot cseréltek, és felújították a sekrestye ajtaját is. 2004-ben korszerűsítéseket végeztek a tetőn és a homlokzaton, valamint díszkivilágítást is kapott. A templom körüli temetőben a 19. századból és a 20. század elejéről származó sírkövek találhatók, valamint egy 20. századi kőkereszt korpusszal és Szűz Mária szobrával. Ma már a temető le van zárva. A templom 75 és 55 cm átmérőjű harangjait 1937-ben Seltenhofer Frigyes és fiai öntötték, orgonáját 1919-ben Kempf-Kemenesi Sándor szombathelyi orgonaépítővel építette a falu közössége.
- Seltenhofer Frigyes (Zittau, 1800 körül – Sopron, 1846. febr. 6.): harangöntő. Bécsből került Sopronba, ahol 1814-ben, majd 1817-ben nyitotta meg műhelyét. Három évtizedig működött, harangjai országszerte elterjedek. Utódai műhelyét gyárrá fejlesztették és tűzoltóeszközök gyártására is rátértek. A gyár 1945-ig működött, mikor is a háborús cselekmények következtében elpusztult).
- Klonfár János (Bántornya, Zala vm., 1926. júl. 23.-Zalaegerszeg, 1984. jún. 4.): pap, festő. - A teológiai tanulmányait Szombathelyen végezte, 1951. június 17-én szentelték pappá. Rábakethelyen, majd Gyöngyösfaluban káplán. Amikor kiderült, hogy jó kezű festő, 1955-57: tanulmányi szabadságot kapott, hogy Budapesten továbbképezze magát. 1957-ben Nyőgérben káplán, 1958-64-ben ismét tanulmányi szabadságon. 1964: Zalaegerszeg II. káplánja, 1966: Szentgotthárd adm-a, 1973: Zalaegerszeg II. kisegítő lelkésze.Kiskanizsán és Sümegen együtt dolgozott Kontuly Bélával. Klonfár János festette a rábakéthelyi és a bérbaltavári templomok freskóit s a nemesrempehollósi főoltárt (Szent Rozália).

Búcsú: július 26. utáni vasárnap

## Népesség
A település népességének változása:
| Lakosok száma | 346  | 338  | 341  | 357  | 388  | 399  | 399  |
|               | 2013 | 2014 | 2015 | 2021 | 2022 | 2023 | 2024 |

A 2011-es népszámlálás idején a nemzetiségi megoszlás a következő volt: magyar 97,9%. A lakosok 66,36%-a római katolikusnak, 2,4% reformátusnak, 1,2% evangélikusnak, 9,4% felekezeten kívülinek vallotta magát (20,3% nem nyilatkozott).
2022-ben a lakosság 90,7%-a vallotta magát magyarnak, 0,5% németnek, 2,1% egyéb, nem hazai nemzetiségűnek (9% nem nyilatkozott; a kettős identitások miatt a végösszeg nagyobb lehet 100%-nál). Vallásuk szerint 44,3% volt római katolikus, 3,1% református, 0,8% görög katolikus, 0,5% evangélikus, 0,5% egyéb keresztény, 1,8% egyéb katolikus, 11,9% felekezeten kívüli (37,1% nem válaszolt).